# Religie in Azië
Dit artikel behandelt religie in Azië. Azië heeft een grote religieuze diversiteit, en de belangrijkste religies ter wereld zijn in Azië ontstaan. De grootste religies in Azië zijn het hindoeïsme, de islam en de traditionele Chinese godsdienst. In Oost-Azië is het syncretisme wijdverbreid. In West-Azië is de islam de doorslaggevende religie. Een steeds kleiner percentage van de bevolking daar hangt het oosters christendom aan. De positie van de staat ten aanzien van religie is verschillend: in sommige landen is er een staatsgodsdienst, terwijl andere officieel atheïstisch zijn. Religies hebben een diepgaande invloed op de houding van Azië en hebben invloed op alle gebieden van het leven. Vaak worden politieke kandidaten volgens de religie gekozen. Religie wordt in Azië door het nationalisme benut.

## Boeddhisme
Het boeddhisme is in Zuid-Azië ontstaan, naar verluidt met Siddharta Gautama, de Boeddha. De meeste van zijn volgelingen leven in Azië. Er zijn interacties met de traditionele Chinese godsdienst, het taoïsme en het confucianisme, een gedragscode.

## Christendom
Het christendom is ontstaan als messiaanse afscheiding van het jodendom, in het oostelijke Middellandse Zeegebied, met als kerngebied Judea. Toch zijn de christenen in Azië de minderheid van alle christenen op de wereld; het zwaartepunt van de christenheid verschoof in de vroege middeleeuwen naar Europa, vanaf de vroegmoderne tijd naar Amerika en Oceanië en in de moderne tijd naar Afrika. Het christendom is in opkomst in Oost-Azië, maar verdwijnt steeds meer uit het Midden-Oosten. Veel van de Aziatische christenen zijn leden van Chinese huiskerken. De Aziatische landen Iran, Noord-Korea, Saoedi-Arabië, de Maldiven, Afghanistan, Jemen, Laos en Oezbekistan staan in de top 10 van de ranglijst christenvervolging van de christelijke ondersteuningsorganisatie Open Doors.

## Hindoeïsme
Het hindoeïsme, een polytheïstische religie, is ontstaan in Zuid-Azië. In India en Nepal is een hindoemeerderheid. Meer dan 90% van de hindoes wonen in Azië, de meeste van hen in India. Het hindoeïsme heeft esoterische kenmerken. In recente decennia zijn er bewegingen ontstaan die de diversiteit van het hindoeïsme tot een eenheid willen smeden, soms zelfs zodanig dat het monotheïstische trekken aanneemt (alle hindoegoden worden dan slechts gezien als de manifestatie van de ene ware God), enerzijds vanuit nationalistische overwegingen, anderzijds om zich af te zetten tegen de islamitische minderheid in India, waar regelmatig geweld voorkomt tussen beide geloofsgroepen.

## Islam
De islam is in West-Azië ontstaan, meer bepaald in Hidjaz in het westen van Saoedi-Arabië. De drie belangrijkste bedevaartsoorden van de islam zijn de Aziatische steden Mekka, Medina en Jeruzalem. In Azië zijn meer moslims dan christenen. De landen met meer dan 100 miljoen moslims zijn India, Pakistan, Indonesië (dat de grootste moslimbevolking ter wereld herbergt) en Bangladesh, alle gelegen in Azië. De meerderheid van de moslims leeft in Azië. In vele delen van Azië, waaronder Zuidwest-Azië, Centraal-Azië en Zuid-Azië, is een belangrijk deel van de bevolking islamitisch.
Er bestaan veel verschillen en conflicten tussen de verschillende islamitische stromingen in Azië, voornamelijk soennisme en sji'isme. Ook in Azië leven meer soennieten dan sjiieten. Deze laatsten zijn voornamelijk geconcentreerd in de Islamitische Republiek Iran. Ook bestaan er veel conflicten met andere godsdiensten zoals het jodendom (zie ook Arabisch-Israëlisch conflict), het hindoeïsme, het boeddhisme en het christendom, waaronder stromingen van het Oosters christendom. Ten slotte zijn er ook wrijvingen tussen de islam en het secularisme van (ex-)communistische staten zoals de Volksrepubliek China (Oeigoerië) en in Centraal-Azië, en de strikt seculiere republiek Turkije. Sinds de 2e helft van de twintigste eeuw is voornamelijk vanuit Saoedi-Arabië een fundamentalistische soennitische stroming, het salafisme, zich aan het verbreiden over de rest van Azië, waar ze in conflict komt met traditioneel veel tolerantere en gematigdere vormen van de islam.

## Jodendom
Het jodendom is in Zuidwest-Azië ontstaan, in een eeuwenlang proces van assimilatie onder verscheidene West-Semitische stammen tot de Israëlieten en religieuze ontwikkeling vanuit polytheïsme naar monotheïsme. Het Verenigd Koninkrijk Israël scheurde rond 930 v.Chr. uiteen in de elkaar bestrijdende staatjes Israël/Samaria en Juda, terwijl profeten en theologen steeds meer de nadruk gingen leggen op enkel de verering van de god JHWH. Israël/Samaria werd rond 720 v.Chr. geannexeerd door het Nieuw-Assyrische Rijk, Juda rond 586 v.Chr. door het Nieuw-Babylonische Rijk, waarop de Babylonische ballingschap volgde, die een diepgaande invloed heeft gehad op het jodendom: de Tenach werd grotendeels in deze periode geschreven, er werden zoroastrische geloofsvoorstellingen overgenomen (vooral over de strijd tussen goed en kwaad) en het jodendom werd strikt monotheïstisch. Onder de Perzische Achaemeniden mochten de joden weer terugkeren naar het voormalige Samaria en Juda. Nadat Alexander de Grote het Perzische Rijk versloeg en het Macedonische Rijk vestigde, dat uiteenviel in verschillende diadochenrijken, raakte het jodendom sterk onder invloed van het hellenisme (vooral over hemel en hel). De deuterocanonieke boeken ontstonden in deze periode en waren vaak in het Grieks geschreven. In de eerste eeuw vóór en de eerste en tweede eeuw n.Chr. waren er verscheidene messiaanse stromingen binnen het jodendom, waarvan de belangrijkste het christendom werd, dat Jezus zag als de messias; zij hebben tenslotte gebroken met het jodendom. De joden die Jezus niet erkenden, kwamen meermaals vergeefs in opstand tegen het Romeinse Rijk, en verspreidden zich ten slotte over dat rijk en andere gebieden (de zogeheten Joodse diaspora), Judea en Samaria grotendeels achterlatend. Sinds de 19e eeuw kwam onder Europese joden het idee op om "terug te keren" naar hun land van oorsprong (zionisme), wat uiteindelijk na veel conflicten met de daar sinds de zevende eeuw wonende moslims (zie Arabisch-Israëlisch conflict) leidde tot de oprichting van de moderne staat Israël in 1948. Israël en haar belangrijkste bedevaartsplaats, Jeruzalem, behoren tot West-Azië. Desondanks wonen de meeste joden nog steeds buiten Azië.

## Sikhisme
Het sikhisme is ontstaan in Zuid-Azië. De meeste volgelingen van deze godsdienst leven in Azië. Het staat, afhankelijk van definities en tellingen, bekend als een van de vijf grootste religies.

## Verschillende religies
Het zoroastrisme, het jaïnisme, shintoïsme en bahai zijn ook religies die hun oorsprong in Azië hebben. Verder zijn er religies die hetzij door de overheid, hetzij door een groot deel van de bevolking als sekte of cult worden gezien. Hiertoe behoren onder andere Cao Dai, Falun Gong, Ikwanisme, de True Buddha School en diverse christelijke sekten.
Afghanistan · Armenië · Azerbeidzjan · Bahrein · Bangladesh · Bhutan · Brunei · Cambodja · China (Tibet) · Cyprus · Egypte · Filipijnen · Georgië · India · Indonesië · Irak · Iran · Israël · Jemen · Jordanië · Kazachstan · Kirgizië · Koeweit · Noord-Korea · Zuid-Korea · Laos · Libanon · Malediven · Maleisië · Mongolië · Myanmar · Nepal · Oezbekistan · Oman · Oost-Timor · Pakistan · Qatar · Rusland · Saoedi-Arabië · Singapore · Sri Lanka · Syrië · Tadzjikistan · Thailand · Turkije · Turkmenistan · Verenigde Arabische Emiraten · Vietnam